# 第158予備師団 (ドイツ国防軍)
第158予備師団（だい158よびしだん、ドイツ語: 158. Reserve-Division）は、ドイツ国防軍陸軍の予備歩兵師団である。

## 概要

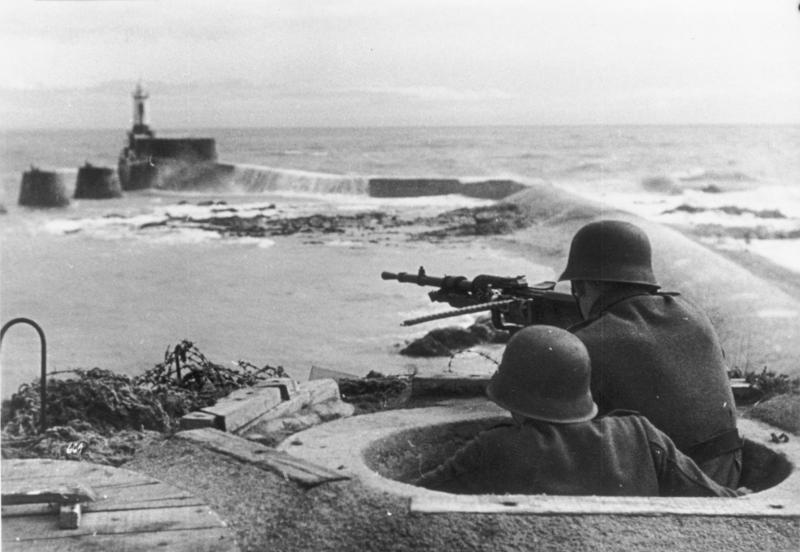
ホッチキス Mle1914重機関銃を装備した師団の沿岸防衛部隊（レ・サーブル＝ドロンヌ、1944年）

師団は1942年10月1日に設置され、その後シレジアに移動した。1943年1月1日、師団はパリ地域に駐留する第158歩兵師団（B）と、アルザスのストラスブールに駐留する第158歩兵師団に分割された。
1943年1月、部隊はストラスブールからフランス移され大西洋沿岸のラ・ロシェル周辺に配置され大西洋の壁の防衛にあたった。1944年7月2日、師団は再編され、第16国民擲弾兵師団に編入された。

## 備考

### 作戦地域
| 年     | 月日 | 軍団 (Armee-Korps)             | 軍 (Armee)        | 軍集団 (Heeresgruppe)      | 師団本部     |
| ------ | ---- | ------------------------------ | ----------------- | -------------------------- | ------------ |
| 1943年 | 2月  | 第LXXX軍団 （LXXX.Armeekorps） | 第1軍 （1.Armee） | D軍集団 （Heeresgruppe D） | ラ・ロシェル |
| 1944年 | 1月  | 第LXXX軍団 （LXXX.Armeekorps） | 第1軍 （1.Armee） | D軍集団 （Heeresgruppe D） | ラ・ロシェル |
| 1944年 | 5月  | 第LXXX軍団 （LXXX.Armeekorps） | 第1軍 （1.Armee） | G軍集団 （Heeresgruppe G） | ラ・ロシェル |

### 歴代師団長
- エルンスト・ヘッケル（de）中将 - (? 1942年10月 - 1943年5月9日)
- エドガー・アーント少将 - (1943年5月9日 - 1943年5月31日)
- エルンスト・ヘッケル中将 - (1943年5月31日 - 1944年8月)

### 戦闘序列
- 第18予備擲弾兵連隊（Reserve-Grenadier-Regiment 18）
- 第213予備擲弾兵連隊（Reserve-Grenadier-Regiment 213）
- 第221予備擲弾兵連隊（Reserve-Grenadier-Regiment 221）
- 第18予備砲兵連隊（Reserve-Artillerie-Regiment 18）
- 第1058予備自転車戦隊（Reserve-Radfahrschwadron 1058
- 第213予備工兵大隊（Reserve-Pionier-Bataillon 213）
- 第1058予備師団補給指導部（Reserve-Divisions-Nachschubführer 1058）